# Knudby
Knudby er en landsby i Midtjylland med 215 indbyggere i byområdet (2024). Knudby er beliggende otte kilometer nordvest for Løgstrup og 17 kilometer nordvest for Viborg. Byen ligger i Region Midtjylland og hører til Viborg Kommune.
Knudby er beliggende i Tårup Sogn og ligger ud til Hjarbæk Fjord.